# Fox Sports Argentina
A Fox Sports Argentina é um canal de televisão a cabo voltado para transmissão de eventos esportivos 24 horas por dia. Começou em 1995 como um canal extra da Fox Broadcasting Company Latinoamérica que oferecia as melhores partidas da Liga Nacional de Futebol Americano. Isso durou até o ano de 1996, quando a Fox Latin American Channels comprou o canal esportivo chamado Prime Deportiva. Em seguida, mudou o nome para Fox Sports Américas.

## Lista de competições
- Copa Libertadores da América
- UEFA Champions League
- Supercopa da UEFA
- Liga MX
- Fórmula 1
- Liga Espanhola de Basquetebol
- Córdoba Open
- MLB
- NFL
- WWE
- Ultimate Fighting Championship (exceto eventos PPV)
- Porsche Supercup